# Notholca tibetica
Notholca tibetica är en hjuldjursart som beskrevs av Gong 1983. Notholca tibetica ingår i släktet Notholca och familjen Brachionidae. Inga underarter finns listade i Catalogue of Life.